# 清華大學第三教室樓

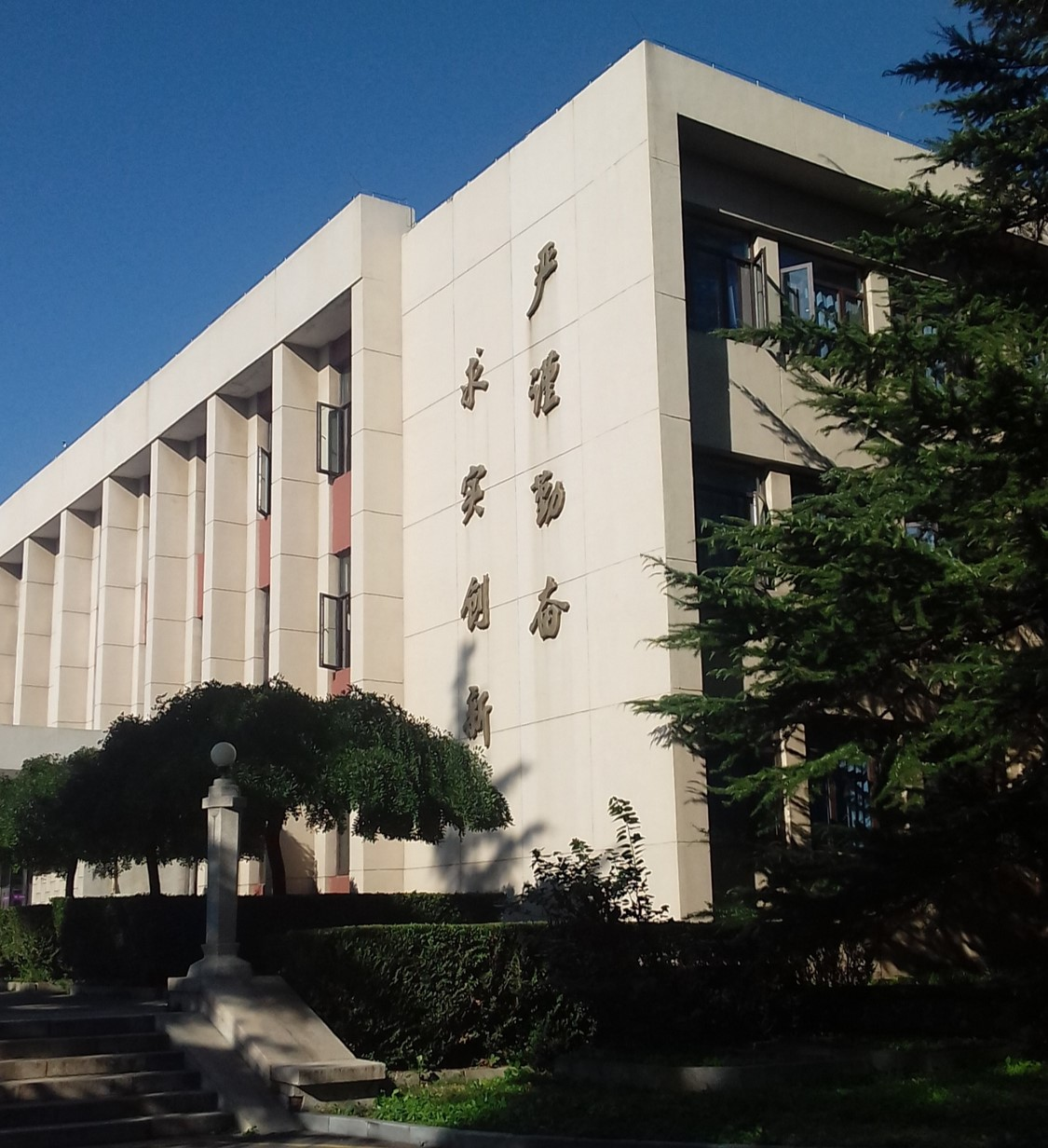
清华大学第三教室楼

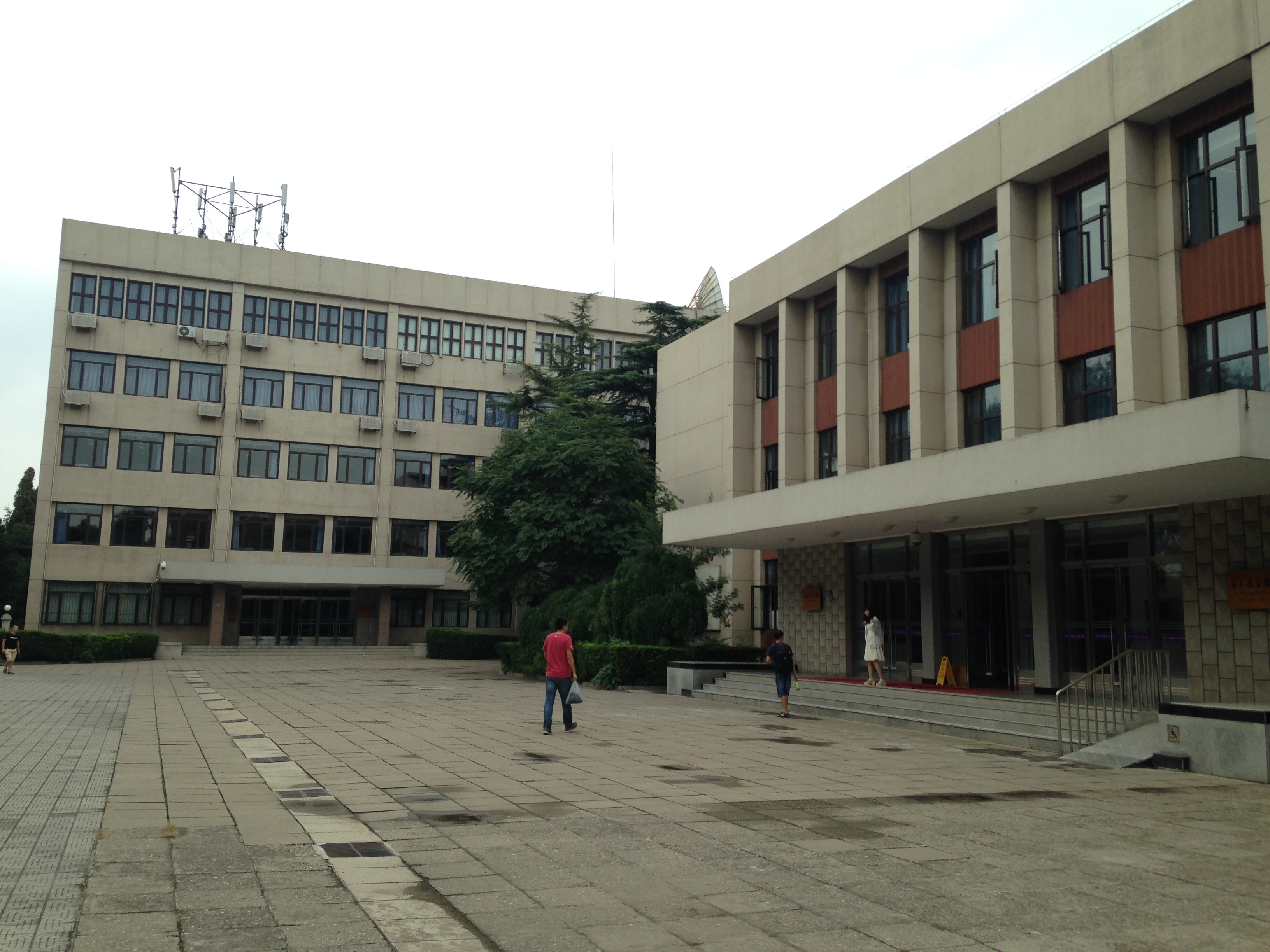
三教，左侧为三段，右侧为一段

清华大学第三教室楼簡稱三教，是清華大學第三座公共教學樓，位於清華大學學堂路的東側，汽车楼（机械系馆）北侧，建於1984年，建築面積1萬1922平方公尺，由清華建築設計研究院的謝照唐、王美娟、張晉芳負責設計。
三教共可容納3000多人上課，由互相連接的三部分組成，為一段、二段、三段，分別有3、2層和5層。三教門前有個平台式的入口廣場，設置花壇、石凳、燈具等小品，提供學生開放自由的交流場所。此外，三教牆面上還鐫刻這清華的學風：“嚴謹、勤奮、求實、創新”。